# Amaurodon sumatranus
Amaurodon sumatranus är en svampart som beskrevs av Miettinen & Kõljalg 2007. Amaurodon sumatranus ingår i släktet Amaurodon och familjen Thelephoraceae.   Inga underarter finns listade i Catalogue of Life.